# 丁泰
丁泰（生年不詳—卒年不詳），字禮安，號卯橋、叔雨、菽廬，別稱丁中翰，室名仙尗廬。浙江省嘉興府平湖縣人，清朝政治人物、詩人、經學家。   

## 生平
年少喪父，一貧如洗，依靠舅父茂才徐養三教導學習。悟性聰穎，讀書一目十行，童年即入庠讀書。
嘉慶十二年（1807年）丁卯舉人。嘉慶二十二年（1817年）丁丑科第二甲第五十名進士出身。經學程度深博，為考官讚賞。授內閣中書，清廉謹慎，不巴結權貴。提拔後進，與其交游的人眾多。
制藝理法以胡宏為宗，兼採陳子龍、黃淳耀等數家。駢文、雜文都不離經籍內容而尤其擅長經學。
體弱多病，終年不癒，藥不離身。卒年四十九。

## 著作
- 《菽廬札記》一卷
- 《尗廬札記》一卷
- 《仙尗廬詩集》四卷
- 《禮記隨筆》